# Cimuncang (Malausma)
Cimuncang is een bestuurslaag in het regentschap Majalengka van de provincie West-Java, Indonesië. Cimuncang telt 4744 inwoners (volkstelling 2010).